# Streetwise
Pour plus de détails, voir Fiche technique et Distribution.
Streetwise est un film américain réalisé par Martin Bell, sorti en 1984. Ce documentaire fait suite à l'article Streets of the Lost de Life, écrit par la journaliste Cheryl McCall et illustré par la photographe Mary Ellen Mark (la femme de Bell).

## Synopsis
Le film suit neuf adolescents qui vivent dans la rue à Seattle.

## Fiche technique
- Titre : Streetwise
- Réalisation : Martin Bell
- Scénario : Cheryl McCall
- Photographie : Martin Bell
- Montage : Nancy Baker et Jonathan Oppenheim
- Production : Cheryl McCall
- Société de production : Bear Creek
- Société de distribution : Janus Films (États-Unis)
- Pays de production :  États-Unis
- Genre : Documentaire
- Durée : 91 minutes
- Date de sortie : 
  - États-Unis : 26 octobre 1984

## Distinctions
Le film a été nommé à l'Oscar du meilleur film documentaire.